# Бонифаций III (Монферат)
Вижте пояснителната страница за други личности с името Бонифаций.
Бонифаций III Палеолог (на италиански: Bonifacio III Paleologo, * 10 август 1426, † 1494) е маркграф на Монферат от 1483 г. до смъртта си.

## Произход
Той е третият син на маркграф Джан Джакомо († 12 март 1445) и Джована Савойска (* 1392 † 1460), дъщеря на граф Амадей VII Савойски

## Биография
След смъртта на брат му Вилхелм X на 27 февруари 1483 г. Бонифаций III го наследява като маркграф на Монферат. Той участва във войната във Ферара (1482–1484).
Бонифаций води профренска политика.

## Брак и потомство
Жени се два или три пъти:
∞ 1. вероятно за Орвиетана Фрегозо, дъщеря на Пиетро Фрегозо, дож на Генуа, от която няма деца.
∞ 2. 1483 за Елена дьо Брос († 1484), дъщеря на графа на Пентиевър Жан II дьо Брос, от която няма деца.
∞ 3. 8 юли 1485 в Инсбрук за Мария Бранкович (* 1466 Охрид , † 27 август 1495 Казале), дъщеря на Стефан III, деспот на Сърбия, и Ангелина Сръбска (Светия), от която има два сина:
- Вилхелм XI (* 1486 † 1518), маркграф на Монферат (1494-1518)
- Джовани Джорджо (* 1488 † 1533), маркграф на Монферат (1530-1533)